# 솜노트
솜노트(영어: SomNote)는 위자드웍스가 2012년 4월 9일부터 서비스를 시작한 클라우드 기반의 메모용 애플리케이션이다. iOS, 안드로이드, PC의 세 가지 플랫폼에서 실행 가능하며, 이 중 한 기기에서 메모를 작성 후 저장하면 자동으로 동기화되어 다른 기기 및 OS에서도 열람이 가능하다. 모바일 장치를 분실하거나 이용하던 PC가 고장나더라도 동기화된 노트 및 첨부파일은 보존된다. 솜노트 애플리케이션은 안드로이드 모바일 장치 이용자는 구글 플레이에서, 애플의 모바일 장치 이용자는 애플 앱스토어에서 다운로드 받을 수 있다. PC 이용자는 공식 홈페이지에서 회원가입 후 웹브라우저 상에서 이용 가능하다. 모바일 장치에서만 사용할 경우 회원 가입 및 로그인은 선택 사항이지만, PC버전과의 동기화를 위해서는 개인 계정을 필요로 한다.
출시 3개월만인 2012년 7월 둘째주 한국 앱스토어 Top10, 생산성 카테고리 1위를 기록했고, 2013년 5월 기준 100만 다운로드, 2013년 10월 기준 앱내 노트 수 754만개를 기록했다. 2012년 스마트콘텐츠 어워드 수상,
, 대한민국 모바일앱 어워드 2012 테크상 수상,
2013년 대한민국 모바일 앱 최초로 웨비 어워드를 수상하였다.
세계 최고 수준의 동기화 서버 기술을 보유하여 에버노트보다 50배, 네이버 메모에 비해 20배 이상 빠른 속도를 낸다고 한다. 파스텔 톤의 아기자기한 색감으로 타 노트 서비스들과 다르게 여성 사용자의 비중이 높아, 남성 대 여성 사용자 비율이 1:2 정도라고 한다.
솜노트는 프리미엄(Freemium) 라이선스를 채택하고 있다. 노트를 작성, 수정, 삭제하는 등의 기본 기능은 무료로 사용할 수 있지만 추가적인 기능을 사용하기 위해서는 월 3,900원의 비용을 지불하는 솜프리미엄(SomPremium) 결제를 필요로 한다.

## 기능

### 폴더 및 노트 관리
- 기본 경로뿐만이 아니라 폴더를 만들어 노트를 주제별로 분류할 수 있다. 폴더는 다양한 색상으로 꾸미기가 가능하다. 네이버 메모가 솜노트의 해당 기능을 무단 도용했다는 의혹을 받고 있다.[8]
- 포스트잇 형태의 섬네일뷰, 노트 형태의 리스트뷰의 두 가지 보기 형식을 지원한다.
- 에버노트와 달리 본문을 이용한 검색을 지원한다.
- 비밀번호 잠금 기능을 지원한다.
- 노트의 작성 이력을 복원할 수 있으며, 이미 삭제한 노트도 복원 가능하다.
- 노트 1개 당 10만자의 분량을 저장할 수 있다.

### 이종 플랫폼간동기화
솜노트에서 작성한 내용 및 첨부파일은 클라우드에 동기화되어, 같은 계정을 이용하는 경우 iOS, 안드로이드, 웹의 서로 다른 플랫폼에서도 동일한 내용을 확인할 수 있으며, 수정과 삭제도 동시에 동기화된다.

### 내보내기
페이스북, 트위터 등 SNS와 카카오톡, 라인, 마이피플 등 모바일 인스턴트 메신저로 노트의 본문을 바로 전송할 수 있다. 단 텍스트 파일(*.txt)로 저장하는 기능은 지원하지 않는다.

### 첨부
문서, 사진 등 거의 모든 파일을 첨부할 수 있다. 무료 회원은 개당 20MB, 최대 100MB의 한도가, 솜프리미엄 회원은 개당 100MB, 최대 10GB의 한도가 있다. 첨부 파일은 각 노트를 열람함으로써 확인 가능하다.

### 스케치북
노트의 신규 작성, 편집 시에 스케치북 아이콘을 선택하여 자유 그리기가 가능한 스케치북 기능을 사용할 수 있다. 터치 스크린을 이용해 펜, 또는 반투명 형광펜 브러시로 그릴 수 있고 배경 이미지도 지원한다. 솜펜 패키지에 포함된 롤롤을 이용하면 종이나 냅킨 위에 펜으로 그린 그림 그대로 솜노트 스케치북에 디지털화된다. 스케치북을 이용해 그린 이미지는 PNG 확장자로 저장되어 해당 노트에 첨부된다. 솜프리미엄 회원은 알파값이 포함된 투명 배경 이미지로도 저장 가능하다. 스케치북 기능은 모바일 장치에서만 사용 가능하며, 웹 버전에서는 불가능하다.

### 솜펜 패키지

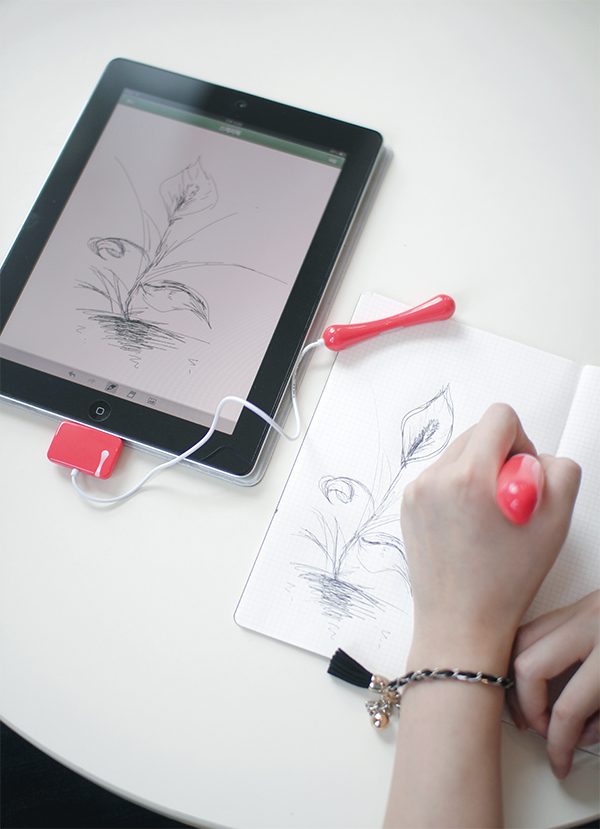
솜펜 패키지 사용 사진

솜펜 패키지는 필기 인식 스마트펜 패키지 상품으로, 정식 판매판 기준으로 스마트펜인 롤롤, 솜프리미엄 1년 이용권, 노트와 스티커가 포함되어 있다. 초음파와 적외선 장비를 이용해 스마트펜으로 필기를 하면 모바일 장치에 연결된 수신부가 이를 인식하여, 디지털 이미지로 변환한다. 공식적으로 지원하는 장치는 다음과 같다.
- 아이폰 3GS, 아이폰 4, 아이폰 4S
- 아이패드, 아이패드 2, 아이패드 (3세대)
- 아이팟 터치 (4세대)
- 안드로이드 모바일 장치는 USB OTG 기능이 지원되며 운영체제가 안드로이드 4.1(젤리빈) 이상이어야 한다.

## 계정 동기화
솜노트는 최초 설치 시 솜클라우드 계정 로그인을 요구하지만, 로그인 없이 사용 가능하다. 그러나 이 경우 노트와 첨부파일은 클라우드에 동기화되지 않고 기기에만 저장된다. 동기화를 위해서는 솜클라우드 회원으로 가입이 필요하며, 대한민국에서는 주식회사 카카오와의 제휴를 통해 카카오 계정을 통한 계정 생성 및 동기화를 지원한다. 카카오  계정은 스마트폰에서 같은 카카오 계정으로 로그인하면 어떤 스마트폰에서나 동기화 된 노트를 열람, 작성, 수정할 수 있지만, 웹에서도 사용하려면 카카오 계정과 연동되는 솜클라우드 계정을 만들어야 한다.

## 같이 보기
- 솜클라우드
- 솜투두
- 위자드웍스